# Argentinomyia
Argentinomyia är ett släkte av tvåvingar. Argentinomyia ingår i familjen blomflugor.

## Dottertaxa tillArgentinomyia, i alfabetisk ordning[1]
- Argentinomyia agonis
- Argentinomyia altissimus
- Argentinomyia berthae
- Argentinomyia bolivariensis
- Argentinomyia browni
- Argentinomyia catabomba
- Argentinomyia columbianus
- Argentinomyia crenulatus
- Argentinomyia currani
- Argentinomyia fastigatus
- Argentinomyia festivus
- Argentinomyia funereus
- Argentinomyia grandis
- Argentinomyia lanei
- Argentinomyia lineatus
- Argentinomyia longicornis
- Argentinomyia luculentus
- Argentinomyia maculatus
- Argentinomyia melanocera
- Argentinomyia neotropicus
- Argentinomyia nigrans
- Argentinomyia octomaculata
- Argentinomyia opacus
- Argentinomyia peruvianus
- Argentinomyia pollinosus
- Argentinomyia praeustus
- Argentinomyia rex
- Argentinomyia rugosonasus
- Argentinomyia scitulus
- Argentinomyia testaceipes
- Argentinomyia thiemei
- Argentinomyia tropicus